# Burg 30 (Ennepetal)

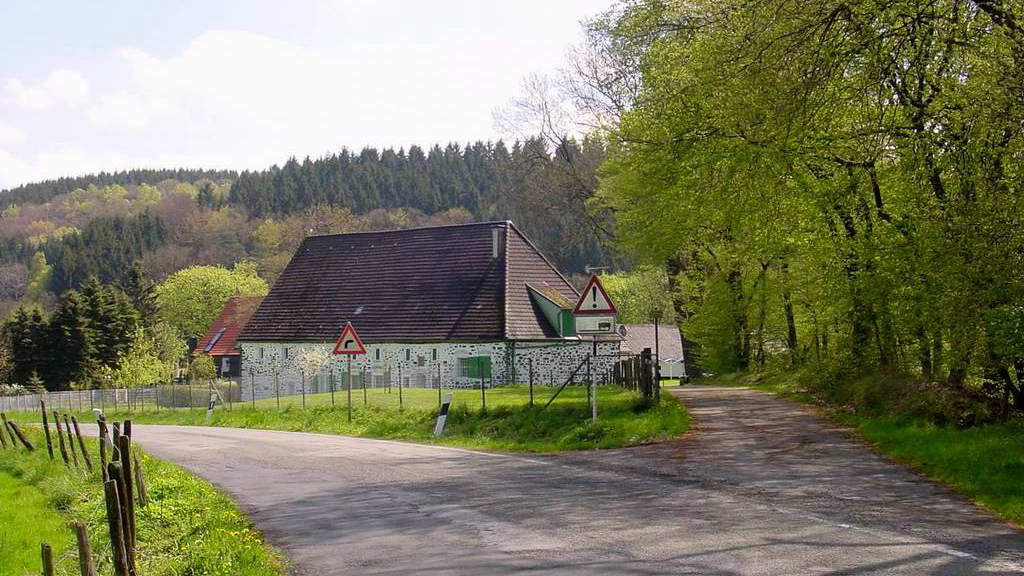
Blick von der Straße zum Hofgebäude (2002)

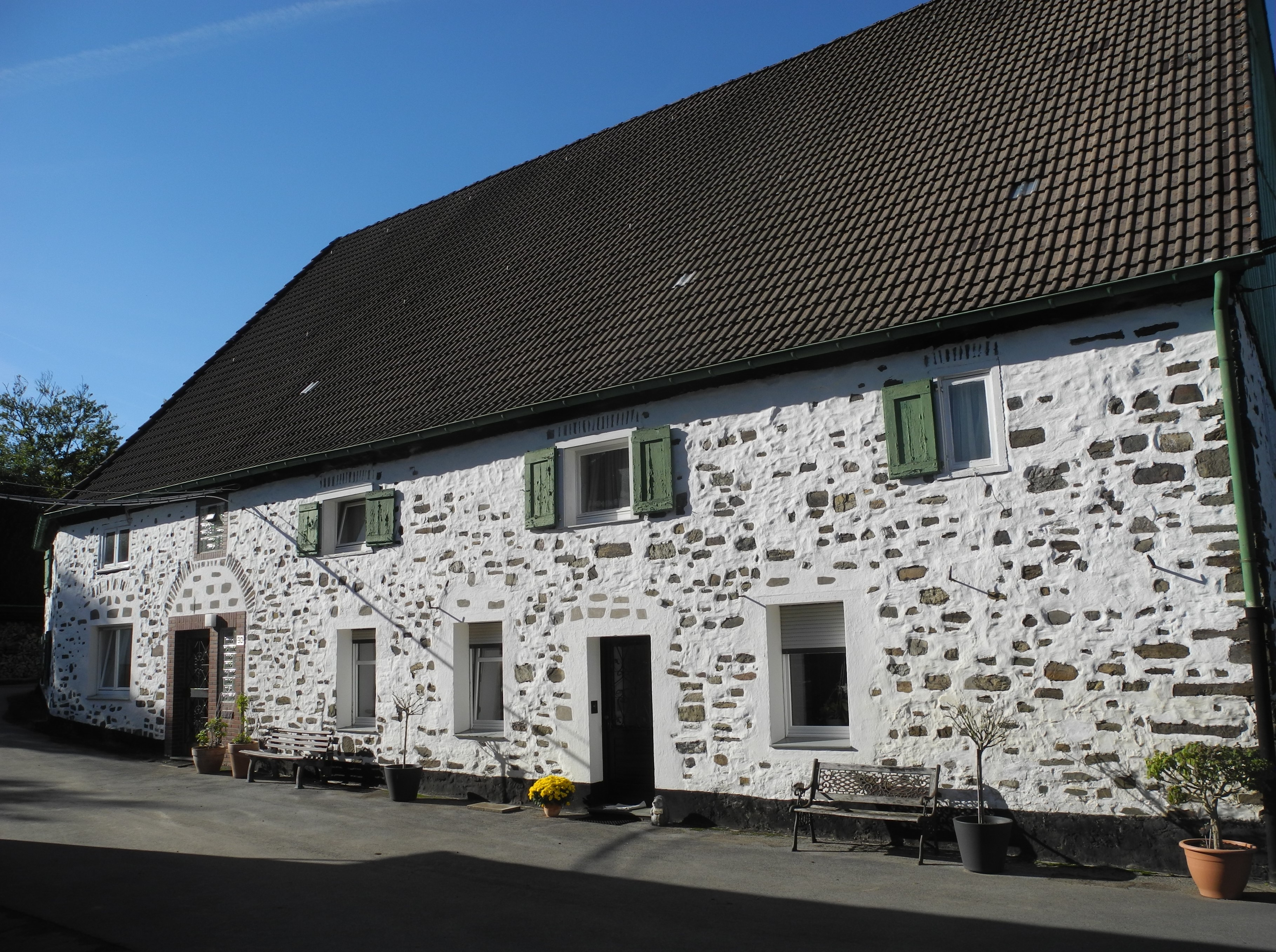
Hofseite

Das Wohnhaus Burg 30 im Ennepetaler Ortsteil Burg ist ein denkmalgeschütztes zweigeschossiges Bruchsteingebäude im westsauerländischen Stil. Es ist vermutlich das älteste seit Jahrhunderten ununterbrochen bewohnte Haus an der Ennepe.

## Beschreibung
Laut der Türinschrift wurde das Gebäude 1723 errichtet. Ursprünglich bestand es aus einem Wohnbereich und einen Wirtschaftsteil unter einem Dach. Weitgehend erhalten sind die Fenster- und sonstigen Mauerwerksöffnungen mit gemauerten Rund- oder scheitrechten Bögen.
Der Wohnplatz Burg wird bereits im Schatzbuch der Grafschaft Mark aus dem Jahr 1486 erwähnt. Zu dieser Zeit zählte der Hof zu den wohlhabenden der Region. Die benachbarte ehemalige Fachwerkschmiede Burg 28 ist ebenfalls als Baudenkmal unter Schutz gestellt.